# Ahmed Tidiane Souaré

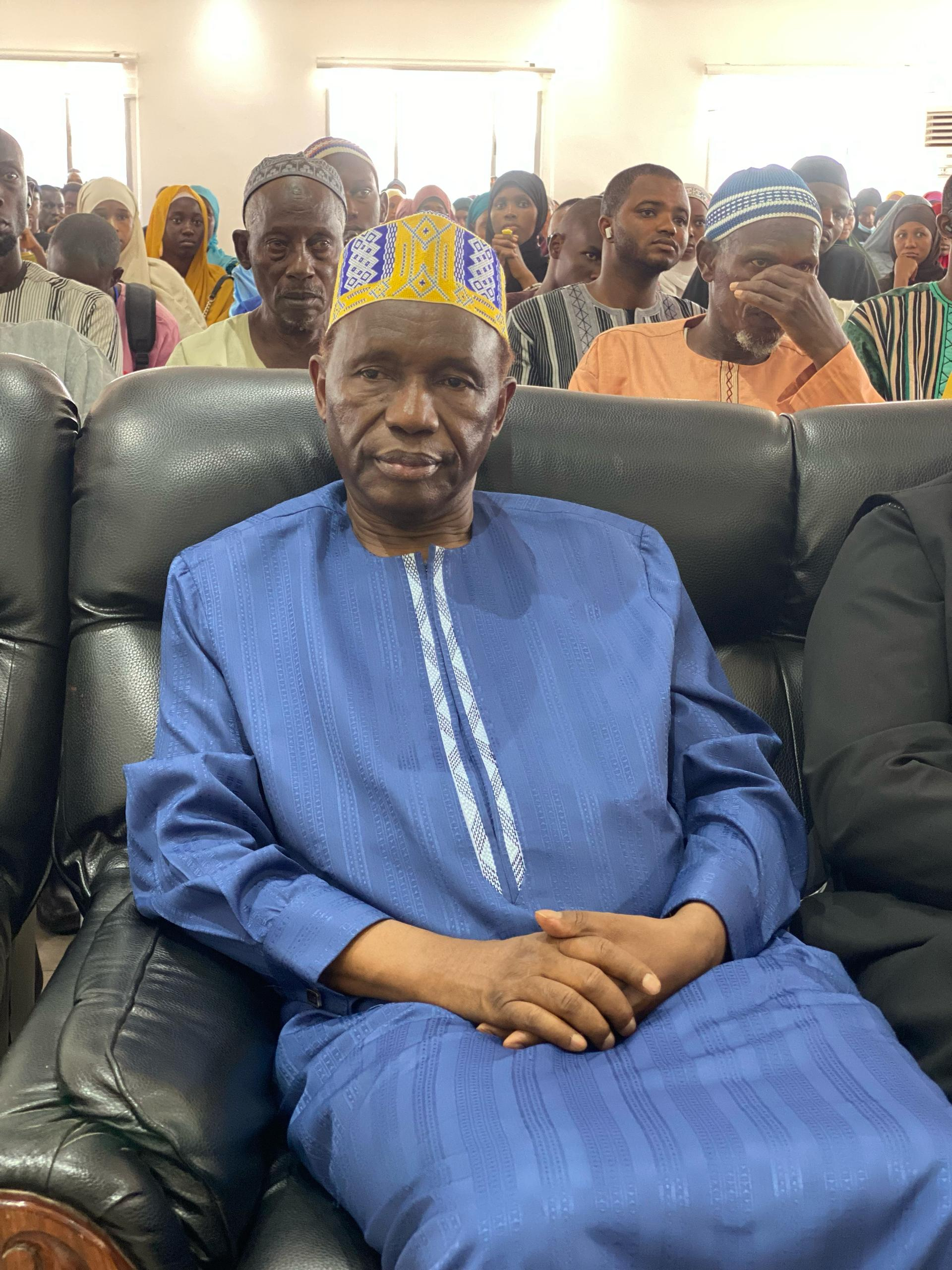

Ahmed Tidiane Souaré (* 1951 in Mali (Guinea)) ist ein guineischer Politiker und war von Mai bis Dezember 2008 Premierminister von Guinea.

## Leben
Nach dem Baccalauréat in Labé studierte er von 1970 an Montanwissenschaften an der Fakultät für Bergbau und Geologie (Faculté des Mines et Géologie) von Boké und diplomierte 1975 als Ingénieur des Mines. Danach unterrichtete er bis 1979 am Institut Agro-Zootechnique Valéry Giscard d’Estaing von Faranah und anschließend als Dekan wiederum in Boké bis 1984. Von 1985 bis 1988 vervollständigte er sein Studium in Marokko mit einem Diplôme d’études approfondies in angewandter Geologie und einem Doktortitel in Montanwissenschaften (Métallogénie) an der Cadi Ayyad-Universität von Marrakesch.
Von 1989 an war er, zunächst noch während der Militärdiktatur, Mitglied und Koordinator von verschiedenen staatlichen Kommissionen, zunächst im Komitee für ökonomische, finanzpolitische und administrative Reformen, dann als Koordinator der Reformen des Präsidentenamts. Von 1994 bis 2002 war er Stabschef in drei Ministerien. Danach war er bis 2005 Generalfinanzinspektor (Inspecteur Général des Finances).
Ab dem 8. März 2005 war er zunächst Minister für Minen und Geologie, dann ab dem 29. Mai 2006 Staatsminister für höhere Bildung und wissenschaftliche Forschung. Am 20. Mai 2008 wurde er vom autoritären Präsidenten Lansana Conté, der sich der von den Gewerkschaften erkämpften Regierung von Lansana Kouyaté entledigte und seine Macht wieder stärken wollte, zum Premierminister ernannt. Nach Contés Tod und dem folgenden Putsch des Militärs am 22. Dezember 2008 wurden Souaré und seine Regierung für abgesetzt erklärt.
Souaré ist verheiratet und hat vier Kinder.